# Classification française des sols
Pour un article plus général, voir Sol (pédologie).
La Classification française des sols répertorie l'ensemble des grandes familles de sols de France métropolitaine.

## Cartographie des types de sols en France
En 2019, une carte de France métropolitaine descriptive des grandes familles de sols est éditée par le Groupement d’intérêt scientifique sur les sols (GIS Sol). Les données du GIS Sol sont associées aux données du Réseau mixte technologique Sols et territoires (RMT Sols et territoires) afin de consultation sur une carte en ligne via Géoportail et permet de visualiser les différents types de sols dominants en France métropolitaine.

## Les grandes familles de sols

### Sols minéraux
Dans les sols minéraux, nous retrouvons les Lithosols, Régosols, Rankosols, Arénosols et Peyrosols.

### Sols des vallons, vallées et milieux côtiers
Dans les sols des vallons, vallées et milieux côtiers, nous retrouvons les Colluviosols, Fluviosols, Thalassosols et Sodisalisols.

### Sols issus de matériaux calcaires
Dans les sols issus de matériaux calcaires, nous retrouvons les Rendisols, Calcisols, Rendosols, Calcosols et Dolomitosols.

### Sols peu évolués
Dans les sols peu évolués, nous retrouvons les Brunisols, Andosols, Vertisols et Organosols.

### Sols évolués
Dans les sols évolués, nous retrouvons les Fersialsols, Luvisols, Néoluvisols, Véracrisols, Alocrisols et Podzosols.

## Sols peu évolués (AC)
Caractérisé par un faible degré d'altération, horizon humifères s'identifient rapidement, structure souvent peu affirmée.
1. Sols peu évolués climatiques : cryosols et déserts.
2. Sols peu évolués d'érosion.
3. Sols peu évolués d'apports : alluviaux et colluviaux.

## Sols peu différenciés humifères désaturés
Insolubilisation rapide de complexes organo-métalliques abondants, incorporation profonde de matière organique insolubilisée, donnant l'apparence d'un profil A1C (types les plus évolués)
1. Sans allophanes ou pauvres en allophanes : RANKER (évolution "crypto-podzolique" des types les plus évolués)
2. Riches en allophanes : ANDOSOLS.

## Sol calcimagnésiques
Blocage de l'humification à un stade précoce par CaCO3, forte incorporation d'humus peu évolué dans le profil, altération peu poussée (milieu neutre ou alcalin), dominance d'argiles héritées.
1. Humifères: A1C : rendzine et pararendzine.
2. Peu humifères : (B) d'altération bien développé : Sols calcimagnésiques brunifiés (intergrade sols brunifiés).
3. Très humifères : profiles A0A1C (ou A1(B)C): Sol humocalcaire et sol humocalcique.

## Sols isohumiques
incorporation profonde, par voie biologique, de matière organique stabilisée par un processus de maturation climatique prolongée, dominance d'argiles 2/1 (illites, montmorillonites).
1. À complexes saturés : A1C : chernozem, sols châtains, sols bruns de steppe.
2. À complexe désaturés : intergrade brunifiés A(B)C ou ABtC : Brunizem.
3. Intergrade isohumique - fersiallitique : horizon calcaire ou pétrocalcaire en général épais : sols marron, sols sub-arides.
4. À régime aride : Siérozem.

## Sols vertiques
Sols à argile gonflante, incorporation profonde, par mouvements vertiques, de complexes organo-métalliques très stables, de couleur foncée, intégration du fer résultant d'altération dans les argiles de néoformation et dans les composées humiques très polymérisés.
1. Sols vertiques foncés : 
  1. peu évolués : argiles héritées.
  2. évolués : argiles néoformées.

1. Sols vertiques colorés :
  1. à caractère vertique peu marqué : Pélosol vertique.
  2. à caractère vertique très marqué : Sol brun eutrophe vertique.

## Sols brunifiés à profils A(B)C ou ABtC
Humus à turnover rapide résultant du processus d'insolubilisation par le fer (MULL), formation par "acidolyse" d'un horizon (B) d'altération où dominent les argiles "transformées", et associées à du fer hydraté en grande partie amorphe
1. Sols bruns à horizon (B) d'altération : sols bruns eutrophes ocreux.
2. Sols lessivés à Bt de type argillique : sols bruns lessivés, sols lessivés acides, sols lessivés glossiques.
3. Sols lessivés continentaux et boréaux : sols dernovo-podzoliques et gris forestier.

## Sols podzolisés
Matière organique peu évoluée (MOR ou MODER), formant des complexes organo-métalliques mobiles (Al-Fe), altération par complexolyse dominante, différenciation des horizons elluviaux et illuviaux (à l'inverse de l'évolution crypto-podzolique)
1. Sols podzolisés non ou peu hydromorphes : sols ocre podzolique, sol podzolique, podzol.
2. Sols podzolisés hydromorphes :
  1. Podzols hydromorphes tempéré : Podzols humiques, podzols à alios.
  2. Podzols hydromorphe tropicaux : Podzols de nappe.

## Sols fersiallitiques
Évolution particulière des oxydes de fer (rubéfaction), argiles 2/1 dominantes (smectites) (capacité d'échange supérieure à 25 m.e /100 g d'argile)
1. Rubéfaction incomplète : Sols bruns fersiallitiques, sols bruns eutrophes tropicaux.
2. Rubéfaction complète : complexe saturé : sols rouges fersiallitiques.
3. Désaturation et dégradation partielle de complexe : sols fersiallitiques acides et appauvris.

## Sols ferrugineux
Dominance des oxydes de fer cristallisés (goethite ou hématite), altération encore incomplète des minéraux primaires, Argiles 1/1 (néoformation) dominantes, (capacité d'échange comprise entre 16 et 25 m.e/100 g d'argile 
1. persistance des minéraux primaires et argile 2/1 : sols ferrugineux tropicaux.
2. Altération complète des minéraux primaires au sommet du profil : ferrisols.

## Sols ferrallitiques ou ferralitisols
Altération des minéraux primaires (sauf le quartz), argiles 1/1 exclusives, teneur élevée en sesquioxydes goethite (hématite) et gybssite (capacité d'échange inférieur à 16 m.e/100 g d'argile
1. Kaolinite dominante : sols ferrallitiques.
2. Gybssyte et goethite (hématite) dominantes : Ferrallites.
3. Sols ferrallitiques à ségrégation hydromorphe du fer.

- Le mull est un humus formé en aérobiose.
- Le mor (ou humus brut) se rencontre sur des sols siliceux naturellement acides, et/ou en présence de formations végétales acidifiantes.
- Le moder est un humus peu évolué formé en aérobiose.

## Sols hydromorphes
Sols à ségrégation locale de fer par processus d'oxydo-réduction.
 A. Processus d'oxydoréduction marqué. Présence d'une nappe.
1. Hydromorphie temporaire en surface : sols peu humifères, oxydoréduction partielle du fer réduit en taches rouilles et concrétions : PSEUDOGLEY.
2. Hydromorphie superficielle subpermanente : sols humifères, réduction et élimination du fer réduit en A2, dépourvu de concrétions : STAGNOGLEY.
3. Hydromorphie profonde et permanente : Horizon G caractérisé par la réduction complète du fer (décoloré ou verdâtre) : GLEY.
4. Hydromorphie totale, permanente : TOURBES (neutres ou acides).

 B. Sols apparentés, oxydo-réduction atténuée, imbibition capillaire d'un matériau argileux, appauvrissement superficiel.
1. Matériaux argileux peu évolués : Pélosols.
2. Formation d'un horizon "albique" en surface, contraste brutal entre A2 et B : Planosols.

## Sols salsodiques
Évolution conditionnée par l'ion Na+ , sous ses deux formes salines et alcalines.
1. Sols à profil AC ou AG : forte salinité et faible alcalinité (ou nulle) : sols salins.
2. Sols à profil A(B)C ou ABC : faible salinité (ou nulle) : alcalinisation saisonnière marquée (PH>8,5) : sols alcalins

#### Europe
(en) European Soil Data Centre (ESDAC)

#### France
- Association Française pour l'Étude du Sol
- Groupement d’intérêt scientifique sur les sols (GIS Sol)
- Réseau mixte technologique Sols et territoires
- Groupement d'Études Méthodologiques pour l'Analyse des Sols
- Rapport sur l'état des sols de France sur le site du GIS (Groupement d'intérêt scientifique) Sol
- Cours de science du sol en ligne de l'Association Française pour l'Étude du Sol